# أيمن بن أم أيمن
أيمن بن عبيد ويُعرف بـ «أيمن بن أم أيمن» (توفي 8 هـ) هو أحد صحابة الرسول محمد وكان مِمَن ثبت يوم حنين مع رسول الله من أصحابه، واستشهد وهو يدافع عن النبي محمد ذلك اليوم.
هو أخو أسامة بن زيد لأمّه أم أيمن، مولاة النبي محمد ﷺ، وكانت أم أيمن تزوّجت في الجاهلية بمكة عبيد بن زيد، وكان قدم مكّة، وأقام بها، ثم نقل أم أيمن إلى يثرب، فولدت له أيمن، ثم مات عنها فرجعت إلى مكّة، فتزوّجها زيد بن حارثة.:317
ذُكِرَ ابنه الحجاج بن أيمن، في كتب الحديث الإسلامية مثل صحيح البخاري.

## نسبه
هو أيمن بن عبيد بن زيد بن عمرو بن بلال بن أبي الحِرْبَاء بن قيس بن مالك بن سالم بن غنم بن عوف بن الخزرج.:316

## خلفية
أيمن هو ابن أم أيمن –واسمها بركة بنت ثعلبة–، عملت جارية لوالدي الرسول محمد عبد الله بن عبد المطلب وآمنة بنت وهب في بيتهما. بعد وفاة آمنة، أصبحت جارية للرسول.:96
بعد وفاة آمنة في الأبواء، اعتنت بركة بالنبي محمد، وانتقلت معه إلى بيت جده عبد المطلب بن هاشم في مكة، حيث خدمته في طفولته وبعد ذلك،:472 في سن الرشد.
وزواجها من عبيد بن زيد، ولد أيمن الخزرجي نتيجة هذا الزواج، وأصبحت تعرف بـ «أم أيمن»، قُتل والد أيمن عبيد بن زيد في غزوة خيبر.[بحاجة لمصدر]

## حياته
كان أيمن، مثل والدته، وكان مسؤولاً عن إبريق الماء المستخدم في الوضوء. كما عمل راعياً، وكان يرعى ماعز الرسول الثمانية.[بحاجة لمصدر]
قيل عنه حديث: عن مُجاهد وعطاءٍ، عن أيْمن الحبشي، قال: «لم يقطع النبي ﷺ السارق إلا في ثمن المجنِّ، وكان ثمن المِجَن يومئذٍ ديناراً»، ولكن هناك اختلاف في هذا الحديث وانقطاع، لأن مجاهد لم يدرك أيمن، ولم يدركه عطاءٌ أيضًا، وقيل: أيمن الذي روى عنه مجاهد في قطع اليد هو غير هذا.
وقد تخلف أيمن عن غزوة خيبر، وكتب حسان بن ثابت فيه قصيدة يعذره فيها عن تخلفه للغزوة، وقال فيها::347
قال ابن هشام: «أَنْشَدَنِي أَبُو زَيْدٍ هَذِهِ الْأَبْيَاتَ لِكَعْبِ بْنِ مَالِكٍ، وَأَنْشَدَنِي:»:348

## مقتله
في غزوة حنين قُتِلَ أيمن أثناء قتاله مع جيش المسلمين ودفاعه عن رسول الله.
وبحسب ابن إسحاق، شاهد جابر بن عبد الله الجيش المسلم في المعركة، فإن جيش المسلمين خافوا من هجوم مفاجئ من العدو، وفر العديد من الرجال من ساحة المعركة. ومع ذلك، في ساحة المعركة، وقفت مجموعة من أهل بيت النبي بثبات ودافعوا عن الرسول وكانوا عشرة، وهم أبو بكر الصديق وعمر بن الخطاب وعلي بن أبي طالب والعباس بن عبد المطلب والفضل بن العباس وأبو سفيان بن الحارث وربيعة بن الحارث وأسامة بن زيد وأيمن بن عبيد.
بعد إستشهاده قام العباس بن عبد المطلب، عم محمد وأحد الذين حاربوا إلى جانب أيمن في الدفاع عنه، بتأليف قصيدة تذكر فيها موضعهم من الدفاع عن رسول الله بعد فرار المسلمين، واختلف العلماء على الأبيات التي قالها العباس على قولين، والقول الأول:
قال ابن إسحاق في هذه الأبيات: «السبعة: علي، والعباس، والفضل بن العباس، وأبو سفيان بن الحارث، وابنه جعفر، وربيعة بن الحارث، وأسامة بن زيد، والثامن أيمن بن عبيد.»
والقول الثاني: